# Benzoato de benzilo
O benzoato de benzilo (BnBzO), vendido sob a denominação comercial Scabanca, entre outros, é uma medicação e repelente de insetos. Como medicamento, é utilizado para tratamento da escabiose e infestação por piolhos. Para o tratamento da escabiose geralmente dá-se preferência à permetrina ou ao malatião. É aplicada sobre a pele como loção. Normalmente são necessárias entre duas a três aplicações.
Os efeitos secundários podem estar associados a irritação da pele. O seu uso é desaconselhado em crianças. Também é utilizado noutros animais; no entanto, é tóxico para os gatos. Não se sabe ao certo como funciona.
As primeiras pesquisas médicas sobre o benzoato de benzilo ocorreram em 1918. Consta na Lista de Medicamentos Essenciais da Organização Mundial de Saúde, considerados os mais eficazes e seguros para responder às necessidades de um sistema de saúde. O benzoato de benzilo encontra-se disponível como um medicamento genérico. O preço de venda no mundo em desenvolvimento é de cerca de 0,21 para 0,53 dólares por 100 mls. Não se encontra disponível para utilização médica nos Estados Unidos. No Reino Unido, custa ao SNS cerca de 2,50 libras por 500 mLs.